# 기저율 오류
기저율 무시 또는 기저율 편향이라고도 하는 기저율 오류는 사람들이 개별 정보(즉, 단지 관련된 정보에만 해당하는 정보)를 선호하여 기저율을 무시하는 경향이 있는 오류 유형이다. 특정 경우).
기저율 오류의 예는 거짓 양성 역설이다. 이 역설은 참 양성보다 거짓 양성 검사 결과가 더 많은 상황을 설명한다. 예를 들어, 얼굴 인식 카메라가 수배범을 99% 정확하게 식별할 수 있지만 하루에 10,000명을 분석한다면 높은 정확도보다 테스트 횟수가 더 중요하고 프로그램의 범죄자 목록은 사실보다 훨씬 더 많은 오탐지가 있을 것이다. 검사 결과가 양성일 확률은 검사의 정확도뿐만 아니라 표본 모집단의 특성에 따라 결정된다. 특정 조건을 가진 사람들의 비율인 유병률이 검사의 위양성 비율보다 낮으면 개별 사례에서 위양성을 나타낼 위험이 매우 낮은 검사라도 전체적으로 참양성보다 더 많은 위양성을 나타낸낸다. 역설은 대부분의 사람들을 놀라게한다.
유병률이 높은 모집단에서 가져온 양성 결과를 처리한 후 유병률이 낮은 모집단에 대한 테스트에서 양성 결과를 해석할 때 특히 직관적이지 않다.

## 심리학의 발견
실험에서 사람들은 일반 정보를 사용할 수 있을 때 일반 정보보다 개별 정보를 선호하는 것으로 나타났다.
심리학자 카너먼과 트버스키는 이 발견을 대표성(representativeness)이라고 하는 단순한 규칙 또는 "휴리스틱 (heuristic)"의 관점에서 설명하려고 시도했다. 그들은 가능성이나 원인과 결과에 관한 많은 판단이 한 사물이 다른 사물이나 범주에 얼마나 대표되는지에 근거한다고 주장했다.

## 같이 보기
- 정밀도와 재현율